# 馬德里地鐵11號線
馬德里地鐵11號線（西班牙語：Línea 11）是馬德里地鐵的一條路線，1998年11月16日開放來往橢圓廣場站和潘本迪托站。8年間一度只有3個車站。2006年延長至拉比塞塔站。2010年再延長至拉富圖納站。現時11號線仍然相當短，但將來會成為馬德里最長的地鐵路線之一。
橢圓廣場站至啟蒙大道站一段計劃中。11號線自從延長至拉富圖納站以後使用4節8400型大型列車，但過去只使用3000型小型列車。